# Moselstadion
Das Moselstadion ist ein Fußballstadion mit Leichtathletikanlage in der rheinland-pfälzischen Stadt Trier (Ortsbezirk Trier-Nord). Im Stadion trägt der Fußballverein Eintracht Trier seine Heimspiele aus.

## Geschichte
Am 6. Juli 1930 wurde die Sportanlage „Auf der D'ham“, wie das Gelände damals noch genannt wurde, eingeweiht. Das Stadion nutzte der Vorgängerverein des heutigen SV Eintracht Trier 05, der SV Westmark 05 Trier, der im Jahr des Stadionbaus als Fusion der Trierer Fußballklubs Sportverein Trier 05, FV Kürenz und Polizei SV Trier entstand.
In der Zeit des Nationalsozialismus trug die Anlage den Namen „Hermann-Göring-Stadion“. Nach dem Zweiten Weltkrieg erhielt sie den Namen „Moselstadion“.
1998 wurde anlässlich des DFB-Pokal-Halbfinalspiels gegen den MSV Duisburg eine Flutlichtanlage errichtet. Nach dem Aufstieg des SV Eintracht Trier in die 2. Fußball-Bundesliga in der Saison 2002/03 wurden zahlreiche Ausbesserungsarbeiten notwendig. Zudem wurde die Haupttribüne erweitert und ein Vereinslokal errichtet und die Gegengerade überdacht. Durch die gestiegenen Besucherzahlen und die unzureichenden Sicherheitsstandards des Stadions kam es zu heftigen Diskussionen um einen umfassenden Ausbau oder den Neubau des Stadions. Seit dem Abstieg des Vereins im Jahr 2005 in die Regionalliga Süd und eine Saison später in die damals viertklassige Oberliga Südwest sind die entsprechenden Planungen zurückgestellt.

## Fassungsvermögen
Das Moselstadion hat ein Fassungsvermögen von 10.256 Plätzen. Die Anfang der 1960er Jahre erbaute überdachte Haupttribüne wurde ab 2002 in zwei Bauabschnitten erweitert. Insgesamt stehen jetzt 2129 Sitzplätze (davon 1.552 überdacht) zur Verfügung. Von den 8127 Stehplätzen sind seit dem Jahr 2001 insgesamt 1440 Plätze überdacht.
1955 hatte das Stadion noch eine Kapazität von etwa 25.000 Besuchern. Der Zuschauerrekord beträgt 23.000 und wurde am 15. März 1953 beim Spiel in der damals erstklassigen Oberliga Südwest gegen den 1. FC Kaiserslautern verzeichnet.

## Multifunktionsarena
Eine 1000-Lux-Flutlichtanlage bietet die Grundlage für Fernsehübertragungen. Die sechsspurige Kunststoffbahn, die um die Rasenfläche verläuft, bietet den Leichtathleten gute Trainingsbedingungen. Zum Umfeld gehören außerdem zwei weitere Rasenplätze, ein Kunstrasenplatz, ein Hartplatz, ein Basketballfeld sowie eine 1250-Meter-Laufbahn.

## Anfahrt
Das Moselstadion befindet sich nahe dem Moselufer. Es liegt an einer der Haupteinfallstraßen der Stadt an der Ecke Zurmaiener Straße/Zeughausstraße. Über die A 1 / A 48 kommend führt die A 602 ab dem Autobahndreieck Moseltal direkt in die Stadt. Das Stadion befindet sich nach ca. 500 bis 1000 m weiter auf der linken Seite. Parkplätze sind in geringer Anzahl vorhanden, je nach Veranstaltung wird die Nutzung privater Stellflächen ermöglicht.